# Pierre Dux
Pour les articles homonymes, voir Dux (homonymie).
Pierre Alexandre Martin, dit Pierre Dux, né le 21 octobre 1908 dans le 6e arrondissement de Paris où il est mort le 1er décembre 1990, est un acteur et metteur en scène français. Il est sociétaire puis administrateur général de la Comédie-Française de 1970 à 1979.

## Biographie

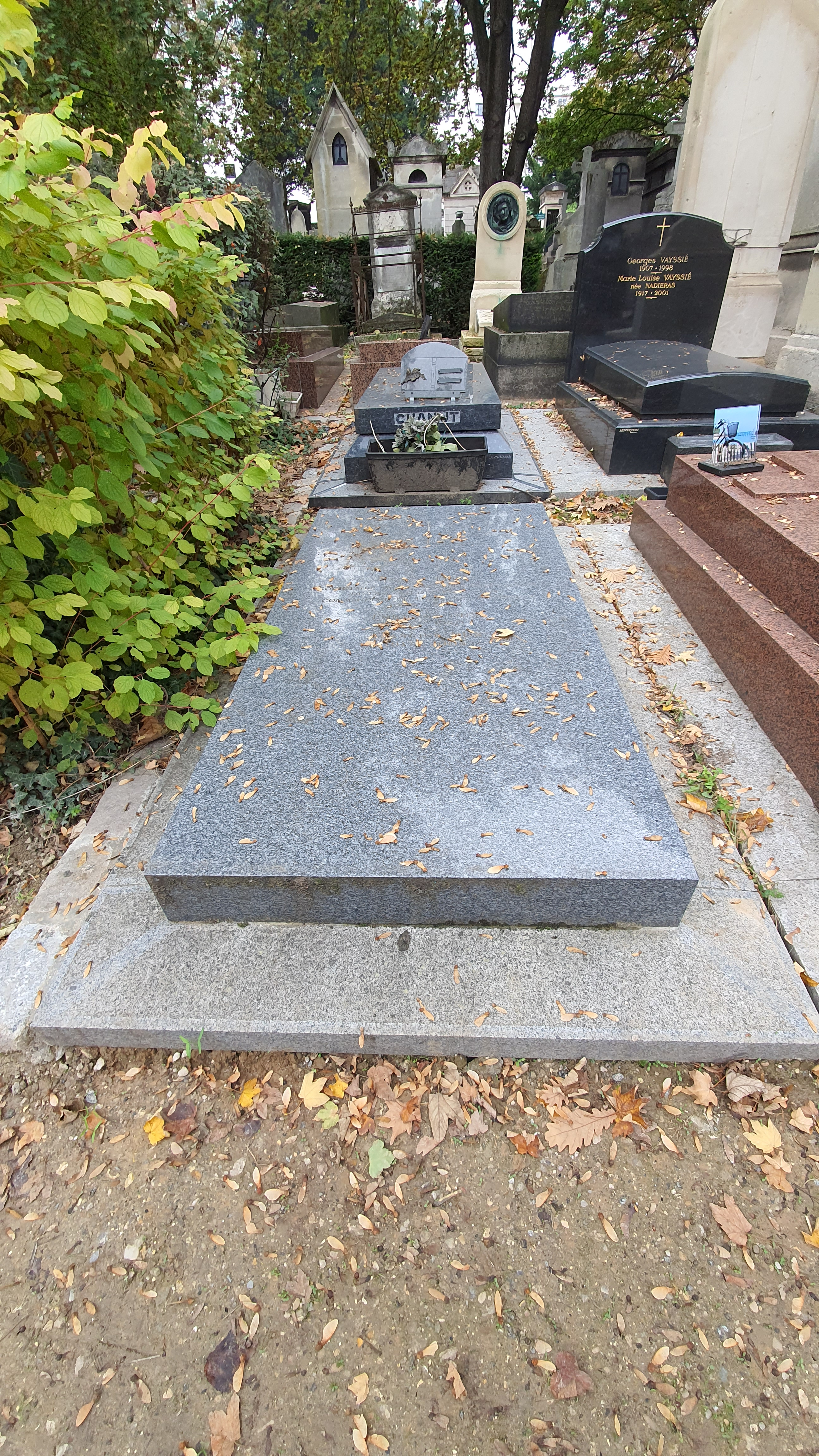
Tombe de Pierre Dux au cimetière de Montmartre (division 33).

Pierre Dux est né Pierre Alexandre Martin (ses trois prénoms), de père et de mère non dénommés dans son acte de naissance car son père et sa mère étaient mariés chacun de leur côté ; la déclaration de sa naissance est faite par Alexandre Vargas (1876-1931), artiste dramatique d'origine espagnole et chilienne, qui est en fait son père. Sa mère est la comédienne Émilienne Dux, de son vrai nom Fany Deux. Officiellement l’enfant ne sera pas reconnu ou légitimé, et ce n’est qu’en janvier 1962, par une procédure en changement de nom, que Pierre Alexandre Martin s'appellera officiellement Dux. 
Il passe ses premières années en Corrèze, à Neuvic, élevé par une nourrice, avec quelques séjours intermittents à Paris pour y voir ses parents qui ne vivent pas ensemble.
Il vit à Paris chez sa mère à partir de 1917, fréquentant l'école communale de la rue Madame, puis le collège Sainte-Barbe.
Alors qu'il a 17 ans et est encore au lycée, envisageant de devenir médecin, ingénieur agronome ou écrivain, Charles Berteaux, régisseur général de la Comédie-Française, qui habite le même immeuble que lui, lui demande de remplacer au pied levé le comédien qui vient de tomber malade et qui joue le rôle du fils de sa mère dans la pièce de théâtre Les Noces d'argent de Paul Géraldy. Cette expérience le décidera à devenir comédien. En 1926, il se présente au concours d'entrée au Conservatoire, mais n'y est admis que comme auditeur. Il y est reçu l'année suivante, classé premier, après avoir présenté deux scènes, l'une du Barbier de Séville et l'autre du Mariage du Figaro et y a pour professeur Jules Truffier.
Il entre sur concours à la Comédie-Française en 1929 où il reçoit avec Georges Chamarat le premier prix. Il y crée le rôle de l'annoncier du Soulier de satin de Paul Claudel, mis en scène par Jean-Louis Barrault en 1943.
En 1937, il met en scène L'Impromptu de Versailles de Molière, puis Ruy Blas de Victor Hugo et La Reine morte de Montherlant.
En 1938, Pierre Dux, son ami Fernand Ledoux et Alfred Adam, ouvrent un cours de théâtre dans un studio au dernier étage du Théâtre Pigalle. Il y a notamment pour élève Serge Reggiani, mais le cours doit fermer à la déclaration de guerre .
Pendant la guerre, il est mobilisé en 1939. Sous-officier, il se retrouve à Dunkerque d'où il est évacué pour Douvres par un destroyer anglais. Il reçoit la croix de guerre pour sa conduite pendant la Bataille de France. Pendant l'Occupation, il s'engage dans la résistance fin 1941 et est commissaire du gouvernement à la Libération, .
Durant l'Occupation, on retrouve Pierre Dux parmi les vedettes régulièrement invitées à l'antenne de la chaîne de télévision allemande Fernsehsender Paris, jusqu'à la libération de la capitale.
Sociétaire de la Comédie-Française de 1935 à son départ en 1945, il en est administrateur général en 1944-1945 et de 1970 à 1979.
De 1948 à 1952, Marcel Karsenty et Pierre Dux prennent la direction du Théâtre de Paris. La première pièce qu'ils présentent est Das Kapital de Malaparte, c'est un échec cuisant en raison d'une fronde menée en tapinois lors de la générale par Henri Bernstein qui reproche à l'auteur ses accointances fascistes. De 1952 à 1956, il est professeur au Conservatoire national supérieur d'art dramatique de Paris où il a comme élèves, notamment, Jean Rochefort, Jean-Paul Belmondo, Claude Rich, Pierre Vernier, Paul Guers, Jean Périmony, Françoise Brion et Catherine Samie. De 1971 à 1979, il dirige, en même temps, le Théâtre de l'Odéon.
En 1974, il obtient une réforme du statut de la Comédie Française, ainsi qu'une rénovation de la salle Richelieu. Et le président Valéry Giscard d'Estaing, estimant qu'il y manquait un représentant de la culture, le nomme au Conseil économique et social au titre des « personnalités qualifiées dans le domaine économique, social, scientifique ou culturel », section « cadre de vie ». Il y reste cinq ans.
Il est élu membre libre de l'Académie des beaux-arts, au fauteuil no 8 de Charles Kunstler, en 1978. Peu de temps avant son décès, en 1990, il se voit attribuer le Molière du comédien pour son interprétation dans Quelque part dans cette vie d'Israël Horovitz.
Pierre Dux joua également dans de nombreux films et séries télé de 1932 à sa mort.

### Vie privée
Pierre Dux épouse en premières noces, le 23 juin 1927 à Paris 14e arrondissement, à l'âge de 18 ans, la comédienne Madeleine Foujane, avec laquelle il a un fils , Jean-Pierre (né en 1929). Après son divorce en 1939, il épouse en secondes noces à Paris 6e arrondissement, le 22 juin 1950, Francine Bessy, comédienne également connue sous le nom de Francine Wells, qui a renoncé à sa carrière pour se consacrer à son mari et à leur fille Fanny Delbrice, née en 1950, comédienne, épouse de l'acteur et metteur en scène Patrice Kerbrat et mère d'Élodie (née en 1979). Par son fils, Pierre Dux est grand-père de trois autres petits-enfants : Anne, Juliette et Sébastien.
Il est inhumé au cimetière de Montmartre (division 33).

### Hommage
En 2000, la place Pierre-Dux, située dans le 6e arrondissement de Paris près du théâtre de l'Odéon, est créée pour lui rendre hommage.

## Formation
- Conservatoire national supérieur d'art dramatique de Paris (classe de Jules Truffier)
- Premier prix de comédie en 1929 dans le rôle de Mascarille, des Précieuses ridicules de Molière.

## Filmographie

### Cinéma
- 1932 : Le Mariage de Mademoiselle Beulemans de Jean Choux : Albert Delpierre
- 1934 : Le Monde où l'on s'ennuie de Jean de Marguenat : Paul Raymond
- 1934 : Piano à vendre (court métrage) de René Jayet : Henri Legrand
- 1934 : Les Précieuses ridicules (court métrage) de Léonce Perret : Du Croissy
- 1934 : Un soir à la Comédie-Française (court métrage) de Léonce Perret : Du Croissy
- 1935 : Marie des Angoisses de Michel Bernheim : Jean de Quersac
- 1935 : La Marmaille de Dominique Bernard-Deschamps : Gérard Garnier
- 1938 : Retour à l'aube d’Henri Decoin : Karl Ammer
- 1941 : Dernière Aventure de Robert Péguy : Jean
- 1946 : L'Affaire du collier de la reine de Marcel l'Herbier : Cagliostro
- 1946 : Patrie de Louis Daquin : Jonas
- 1947 : Les Chouans d’Henri Calef ; Hulot
- 1947 : Monsieur Vincent de Maurice Cloche : le chancelier Séguier
- 1948 : Les Dernières Vacances de Roger Leenhardt : Valentin Simonet
- 1948 : Docteur Laennec de Maurice Cloche : professeur Récamier
- 1949 : Jean de la Lune de Marcel Achard : Richard
- 1949 : La Valse de Paris de Marcel Achard : général Danicheff
- 1951 : Ombre et Lumière d’Henri Calef : docteur Gennari
- 1951 : Gibier de potence de Roger Richebé : Père Quentin
- 1953 : Lettre ouverte d’Alex Joffé : Monsieur Lesage
- 1954 : Poisson d’avril de Gilles Grangier : Gaston Prévost, l'amant d'Annette
- 1955 : Sophie et le Crime de Pierre Gaspard-Huit : commissaire Moret
- 1955 : Les Grandes manœuvres de René Clair : le colonel
- 1955 : Rencontre à Paris de Georges Lampin : Florent Saint-Vallier, éditeur
- 1958 : Les Vignes du Seigneur de Jean Boyer : comte Hubert Martin de Kardec
- 1958 : Le Gorille vous salue bien de Bernard Borderie : Monsieur Veslot, l'ambassadeur
- 1959 : La Verte Moisson de François Villiers : l'aumônier du lycée
- 1961 : Les Croulants se portent bien de Jean Boyer : Cadeau
- 1961 : Aimez-vous Brahms ? (Goodbye Again) d'Anatole Litvak : Maître Fleury
- 1961 : Les Amours célèbres de Michel Boisrond, sketche Les Comédiennes : Talma, le comédien
- 1962 : Le Jour et l'heure de René Clément : commissaire divisionnaire Marboz
- 1963 : Et vint le jour de la vengeance (Behold a Pale Horse) de Fred Zinnemann : le père Estiban
- 1964 : Patate de Robert Thomas : Léon Rollo, dit "Patate"
- 1966 : Paris brûle-t-il ? de René Clément : Alexandre Parodi
- 1969 : Z de Costa-Gavras : le général de gendarmerie
- 1969 : La Main d’Henri Glaeser : le psychiatre
- 1970 : La Horse de Pierre Granier-Deferre : le juge d'instruction
- 1974 : Section spéciale de Costa-Gavras : procureur général Cavarroc
- 1980 : Trois hommes à abattre de Jacques Deray : Emmerich
- 1981 : Plein sud de Luc Béraud : Rognon, un membre du redressement national
- 1981 : La Vie continue de Moshé Mizrahi : Max
- 1987 : La Lectrice de Michel Deville : le magistrat
- 1991 : Plaisir d'amour de Nelly Kaplan : Cornélius

### Télévision

#### Acteur
- 1966 : L'Aiglon (téléfilm) de Pierre Badel : Flambeau
- 1968 : Hélène ou la Joie de vivre de Claude Barma : Ménélas
- 1968 : Au théâtre ce soir : Les Glorieuses d'André Roussin, mise en scène Pierre Dux : Carruche
- 1970 : Mon Faust (téléfilm) de Daniel Gorgeot : Méphisto
- 1980 : Le Chef de famille (mini-série) de Nina Companeez : René-Charles
- 1981 : Le Renard et le loubard (téléfilm) de Jean-Pierre Gallo : le renard
- 1983 : Monsieur Abel (téléfilm) de Jacques Doillon : Monsieur Abel
- 1988 : Au nom du peuple français de Maurice Dugowson : Chrétien Guillaume de Lamoignon de Malesherbes
- 1989 : Coplan (série télévisée) : Monsieur Pascal, dit ''le vieux''
- 1991 : Le Piège (téléfilm) de Serge Moati : Saussier

#### Réalisateur
- 1972 : Électre de Jean Giraudoux (spectacle de la Comédie-Française)

## Théâtre

### Comédie-Française
- Pensionnaire le 25 juillet 1929
- 389e Sociétaire le 1er janvier 1935
- Administrateur provisoire de la Comédie-Française : 31 août 1944, démissionne le 31 décembre 1945
- Sociétaire honoraire : 1er janvier 1947
- Administrateur-général : 1er août 1970-31 juillet 1979
- Directeur général du théâtre national de l'Odéon : 1er septembre 1971-31 juillet 1979
- Rôles :

1. Pautet, Le Marchand de Paris d'Edmond Fleg, 5 mars 1929
2. Quinola, À quoi rêvent les jeunes filles ?, Alfred de Musset, 25 juillet 1929
3. Figaro, Le Barbier de Séville, Beaumarchais, 4 août 1929
4. Filippo, La Mégère apprivoisée, William Shakespeare - Paul Delair, 1929
5. l'Alcade, Le Barbier de Séville, Beaumarchais, 1929
6. le jardinier, Le Bon roi Dagobert, André Rivoire, 1929
7. Lucas, Le Médecin malgré lui, Molière, 1929
8. Montazgo, Ruy Blas, Victor Hugo, 1929
9. un laquais, Ruy Blas, Victor Hugo, 1929
10. Thomas Diafoirus, Le Malade imaginaire, Molière, 1929
11. Carle, Les Fourberies de Scapin, Molière, 1929
12. Gros-René, Sganarelle ou le Cocu imaginaire, Molière, 1929
13. Maître Placat, La Robe rouge, Eugène Brieux, 1929
14. Paul Reynaud, Le Monde où l'on s'ennuie, Édouard Pailleron, 1929
15. un conjuré, Hernani, Victor Hugo, 1929
16. le garçon-jardinier, Les affaires sont les affaires, Octave Mirbeau, 1929
17. Paul Dumontier, Les Fresnay, Fernand Vanderem, 1929
18. Eugène, La Marche nuptiale, Henry Bataille, 1929
19. La Flèche, L'Avare, Molière, 1929
20. Joseph, Le Voyage de monsieur Perrichon, Eugène Labiche et Édouard Martin, 1929
21. Ligniçres, Maman Colibri, Henry Bataille, 1929
22. l'abbé de Gondi, Marion Delorme, Victor Hugo, 1929
23. le cardinal, Marion Delorme, Victor Hugo, 1929
24. Jirbin, La Course du flambeau, Paul Hervieu, 1929
25. le docteur, Le Carnaval des enfants, Saint-Georges de Bouhélier, 1930
26. le garçon boucher, Le Carnaval des enfants, Saint-Georges de Bouhélier, 1930
27. Julien, L'Amour veille, Flers & Caillavet, 1930
28. Bellegarde, Les trois Henry, André Lang, 1930
29. François d'O, Les trois Henry, André Lang, 1930
30. Prévost, Les trois Henry, André Lang, 1930
31. un larron, La Passion, Edmond de Haraucourt, 1930
32. Silvestre, Les Fourberies de Scapin, Molière, 1930
33. le chanoine, Le Carrosse du Saint-Sacrement, Prosper Mérimée, 1930
34. le gracieux, Marion Delorme, Victor Hugo, 1930
35. le crieur public, Marion Delorme, Victor Hugo, 1930
36. Paul de Lavardens, L'Abbé Constantin, Crémieux et Decourcelle, 1930
37. Sganarelle, Le Médecin malgré lui, Molière, 1930
38. Cyprien, Moi !, Eugène Labiche, 1930
39. Daniel Savary, Le Voyage de monsieur Perrichon, Eugène Labiche et Édouard Martin, 1930
40. un garçon, L'Anglais tel qu'on le parle, Tristan Bernard, 1930
41. Strabon, Démocrite amoureux, Jean-François Regnard, 1930
42. un notaire, L'École des femmes, Molière, 1930
43. Sérignan, La Belle Aventure, Flers, Caillavet et Rey, 1930
44. 3e Matelot, Circé, A. Poizat, 1930
45. un banni, Lorenzaccio, Alfred de Musset, 1930
46. Roth, Boubouroche, Georges Courteline, 1930
47. Auguste, Les Corbeaux, Henry Becque, 1930
48. Antoine Canard, Les Compères du roi Louis, Paul Fort, 1931
49. le glorieux, Les Compères du roi Louis, Paul Fort, 1931
50. Pierre Doriole, Les Compères du roi Louis, Paul Fort, 1931
51. Grippe-Soleil, Le Mariage de Figaro, Beaumarchais, 1931
52. Pédrille, Le Mariage de Figaro, Beaumarchais, 1931
53. Augustin Robespierre, Le Sang de Danton, Saint-Georges de Bouhélier, 1931
54. un chanteur, Arlequin poli par l'amour, Marivaux, 1931
55. un tailleur, Le Bourgeois gentilhomme, Molière, 1931
56. l'opérateur, L'Amour médecin, Molière, 1931
57. Mascarille, Les Précieuses ridicules, Molière, 1931
58. Jodelet, Les Précieuses ridicules, Molière, 1931
59. Valentin Le Barroyer, La Belle Aventure, Flers, Caillavet et Rey, 1931
60. Pasquin, Le Jeu de l'amour et du hasard, Marivaux, 1931
61. Frontin, L'Épreuve, Marivaux, 1931
62. Hanezo, L'Ami Fritz, Erckmann-Chatrian, 1931
63. Tibia, Les Caprices de Marianne, Alfred de Musset, 1931
64. Scapin, Les Fourberies de Scapin, Molière, 1931
65. Germain, On ne saurait penser à tout, Alfred de Musset, 1931
66. Un Maître à danser, Il ne faut jurer de rien, Alfred de Musset, 1932
67. Delrio, Patrie !, Victorien Sardou, 1932
68. La Jeinesse, Le Barbier de Séville, Beaumarchais, 1932
69. Marcellus, Hamlet, William Shakespeare - Marcel Schwob et Paul Morand, 1932
70. le Commandeur, L'École des bourgeois, d'Allainval, 1932
71. l'éditeur, Moloch, Boussac de Saint-Marc, 1932
72. Gruggh, Les affaires sont les affaires, Octave Mirbeau, 1932
73. Monsieur Bonnefoy, Le Malade imaginaire, Molière, 1932
74. Émile Prétendu, La Jalousie, Sacha Guitry, 1932
75. Don Sanchez, Hernani, Victor Hugo, 1932
76. Mascarille, Le Dépit amoureux, Molière, 1932
77. l'Intimé, Les Plaideurs, Jean Racine, 1932
78. Gringoire, Gringoire, Théodore de Banville, 1932
79. Don César de Bazan, Ruy Blas, Victor Hugo, 1932
80. Jean, Le Voyage de monsieur Perrichon, Eugène Labiche & Édouard Martin, 1932
81. un mousquetaire, Marion Delorme, Victor Hugo, 1932
82. Armand, La Navette, Henry Becque, 1932
83. Lambert, Les Honnêtes Femmes, Henry Becque, 1932
84. u, médecin grotesque, Monsieur de Pourceaugnac, Molière, 9 janvier 1933
85. Denis Le Guenn, Le Secret, Henri Bernstein 24 février 1933
86. Sbrigani, Monsieur de Pourceaugnac, Molière, 28 février 1933
87. Clémentier, L'Autre Danger, Maurice Donnay, 12 mars 1933
88. Pierrot, Le Dîner de Pierrot, Bertrand Millanvoye, 23 mars 1933
89. Miachavel, Savonarole, matinée poétique, 25 mars 1933
90. Valère, Le Dépit amoureux, Molière, 9 juin 1933
91. Le Pauvre, La Naissance, Un Jour, La Mort du poète, 1er à la Comédie Française, Matinée poétique, Francis Jammes, 24 juin 1933
92. Le Comte, Il faut qu'une porte soit ouverte ou fermée, Alfred de Musset, 6 juillet 1933
93. Victor Heenskerque, La Jalousie, Sacha Guitry, 13 juillet 1933
94. Monsieur Purgon, Le Malade imaginaire, Molière, 5 août 1933
95. Oronte, Le Misanthrope, Molière, 13 août 1933
96. Gros-René, Le Dépit amoureux, Molière, 13 août 1933
97. Grumio, La Mégère apprivoisée, William Shakespeare/Paul Delair, 30 août 1933
98. Trissotin, Les Femmes savantes, Molière, 19 novembre 1933
99. Un Serviteur, Coriolan, William Shakespeare/Piachaud, 1er, 9 décembre 1933
100. Nickel, Le Juif polonais, Erckmann-Chatrian, 18 décembre 1933
101. Un citoyen, Coriolan, William Shakespeare/Piachaud, 21 janvier 1934
102. Un messager, Coriolan, William Shakespeare/Piachaud, 25 mars 1934
103. un marchand, La Passion, Edmond de Haraucourt, 29 mars 1934
104. Trielle, La Paix chez soi, Georges Courteline, 15 juillet 1934
105. le greffier, Paraître, Maurice Donnay, 18 juillet 1934
106. Figaro, Le Mariage de Figaro, Beaumarchais, 19 août 1934
107. Marcellin Lézignan, La Jalousie, Sacha Guitry, août 1934
108. Le Prince de Mantoue, Fantasio, Alfred de Musset, 5 septembre 1934
109. Bracony, Le Passé, Georges de Porto-Riche, 23 septembre 1934
110. Monsieur Lafleur, L'Otage, Paul Claudel, 6 novembre 1934
111. Alfred, Martine, Jean-Jacques Bernard, 23 novembre 1934
112. Pépillo, L'Œuf de Colomb, René Kerdyck, 1er, Matinée poétique, 15 décembre 1934
113. Eugène, Tante Marie, Anne Valray, 29 décembre 1934
114. Flageolet, L'Amiral, Jacques Normand, 20 janvier 1935
115. Le Maître de Musique, Le Bourgeois gentilhomme, Molière, 21 avril 1935
116. Jacques Dauzat, La Souriante Madame Beudet, Denys Amiel, 27 avril 1935
117. Ernes Vernet, L'amour veille, Flers & Caillavet, 29 avril 1935
118. Julien, Martine, Jean-Jacques Bernatd, 10 mai 1935
119. Mercure, L'Assemblée des dieux, Lucien de Samosate, 11 mai 1935
120. Trivelin, La Double Inconstance, Marivaux, Grand Trianon, 22 juin 1935,
121. Molière, L'Impromptu de Versailles, Molière, 10 juin 1935
122. Roger de Céran, Le Monde où l'on s'ennuie, Édouard Pailleron, 2 août 1935
123. Jacques Artenay, Le cœur a ses raisons, Flers & Caillavet
124. Vadius, Les Femmes savantes, Molière, 8 septembre 1935
125. Despréaux, Madame Sans-Gêne, Victorien Sardou & Émile Moreau, 11 septembre 1935
126. André de Juvigny, L'amour veille, Flers & Caillavet, 1er mai 1936
127. Crispin, Les Folies amoureuses, Jean-François Regnard, 14 mai 1936
128. Straforel, Les Romanesques, Edmond Rostand, 23 juin 1936
129. Uladislas, Barberine, Alfred de Musset, 29 octobre 1936
130. Clindor, L'Illusion comique, Pierre Corneille, mise en scène Louis Jouvet, 15 février 1937
131. Crispin, Le Légataire universel, Jean-François Regnard, mise en scène Pierre Dux, 5 avril 1937
132. l'abbé Keningston, La Vérité dans le vin, Sir James Barrie, 1er à la Comédie Française, 10 mai 1937
133. Valentin, Il ne faut jurer de rien, Alfred de Musset, 7 novembre 1937
134. Claude Morillot, La Marche nuptiale, Henry Bordeaux, 6 décembre 1937
135. le licencié, Le Carrosse du Saint-Sacrement, Prosper Mérimée, 13 décembre 1937
136. Ludovic, Le Voyageur et l'Amour, Paul Morand, 20 décembre 1937
137. Irus, À quoi rêvent les jeunes filles ? Alfred de Musset, 27 décembre 1937
138. Ergaste, L'École des maris, Molière, 2 janvier 1938
139. Philinte, Le Misanthrope, Molière, mise en scène de Jacques Copeau, 19 janvier 1938
140. Dubois, Les Fausses Confidences, Marivaux, mise en scène de Maurice Escande, 7 mars 1938
141. Raymond Chavière, Le Fanal, Gabriel Marcel, mise en scène de Pierre Dux, 25 avril 1938
142. Don César de Bazan, Ruy Blas, Victor Hugo, mise en scène Pierre Dux, 23 mai 1938
143. Josselin, La Coupe enchantée, Champmeslé, 3 octobre 1938
144. Jérôme, Cantique des cantiques, Jean Giraudoux, mise en scène Louis Jouvet, 13 octobre 1938
145. Bellerose, Cyrano de Bergerac, Edmond Rostand, mise en scène Pierre Dux, 18 décembre 1938
146. Le Bret, Cyrano de Bergerac, Edmond Rostand, mise en scène Pierre Dux, 18 janvier 1939
147. un garde, Cyrano de Bergerac, Edmond Rostand, mise en scène Pierre Dux, 24 février 1939
148. Bastien, Le Paquebot Tenacity, Charles Vildrac, mise en scène Jacques Copeau, 14 octobre 1940
149. Cuigy, Cyrano de Bergerac, Edmond Rostand, mise en scène Pierre Dux, 9 novembre 1940
150. Léopold, Léopold le bien-aimé, Jean Sarment, mise en scène Pierre Dux, 29 septembre 1941
151. Cyrano de Bergerac, Cyrano de Bergerac, Edmond Rostand, mise en scène Pierre Dux, 7 juin 1942
152. Crispin, Le Chevalier à la mode, Dancourt, mise en scène Jean Meyer, 2 mars 1943
153. Des Rillettes, Les Boulingrin, Georges Courteline, 19 mai 1943
154. l'Annoncier, Le Soulier de satin, Paul Claudel, mise en scène Jean-Louis Barrault, 27 novembre 1943
155. Covielle, Le Bourgeois gentilhomme, Molière, mise en scène Pierre Bertin, 22 mars 1944
156. Don César de Bazan, Ruy Blas, Victor Hugo, mise en scène Pierre Dux, 7 décembre 1944
157. Don Balthasar, Le Soulier de satin, Paul Claudel, mise en scène Jean-Louis Barrault, 31 décembre 1944
158. Domitius Enobarbus, Antoine et Cléopâtre, William Shakespeare/André Gide, mise en scène Jean-Louis Barrault, 30 avril 1945
159. Fritz Kobus, L'Ami Fritz, Erckmann-Chatrian, 14 mai 1945
160. Alceste, Le Misanthrope, Molière, mise en scène Pierre Dux, 8 octobre 1947
161. le Mendiant, Électre, Jean Giraudoux, mise en scène Pierre Dux, 1959
162. Chrysale, Les Femmes savantes, Molière, mise en scène Jean Piat, 1971
163. Ulysse, Le Jour du retour, André Obey, mise en scène Pierre Dux, 1972
164. Chrysale, Les Femmes savantes, Molière, mise en scène Jean Piat, 1973
165. Arnolphe, L'École des femmes, Molière, mise en scène Jean-Paul Roussillon; 1973
166. Monsieur Teste, Monsieur Teste, Paul Valéry, Petit-Odéon, 1974
167. Malvolio, La Nuit des rois, William Shakespeare/Jean-Louis Curtis, mise en scène Terry Hands, 1976
168. Argan, Le Malade imaginaire, Molière, mise en scène Jean-Laurent Cochet, 1977
169. Méphistophélès, Mon Faust, Paul Valéry, 1977
170. Filippo, La Manie de Villégiature, Carlo Goldoni, mise en scène Giorgio Strehler 1978
171. Filippo, Les Aventures de Villégiature, Carlo Goldoni, mise en scène Giorgio Strehler 1978
172. Filippo, Le Retour de Villégiature, Carlo Goldoni, mise en scène Giorgio Strehler 1978

### Hors Comédie-Française
- 1944 : Cœurs déguisés de Pierre Dux
- 1944 : Le Souper interrompu de Paul-Jean Toulet, Théâtre du Vieux-Colombier
- 1945 : Les Fourberies de Scapin de Molière, en Allemagne
- 1945 : Père d'Édouard Bourdet, Théâtre des Célestins, tournée Karsenty
- 1949 : Das Kapital de Curzio Malaparte, mise en scène Pierre Dux, Théâtre de Paris
- 1951 : Le Sabre de mon père de Roger Vitrac, mise en scène Pierre Dux, Théâtre de Paris
- 1951 : Les Vignes du Seigneur de Robert de Flers et Francis de Croisset, mise en scène Pierre Dux, Théâtre de Paris
- 1951 : La Main de César d'André Roussin, mise en scène de l'auteur, Théâtre des Célestins, Théâtre de Paris
- 1951 : Guillaume le confident de Gabriel Arout, mise en scène Pierre Dux, Théâtre de Paris
- 1952 : Hélène ou la joie de vivre d'André Roussin et Madeleine Gray, mise en scène Louis Ducreux, Théâtre de la Madeleine
- 1955 : Histoire de rire d'Armand Salacrou, mise en scène Jean Meyer, avec Danièle Delorme, Théâtre Saint-Georges
- 1955 : Quatuor de Noel Coward, adaptation Paul Géraldy, mise en scène Pierre Dux, Théâtre des Capucines
- 1956 : Cyrano de Bergerac d'Edmond Rostand, mise en scène Raymond Rouleau, Théâtre Sarah Bernhardt
- 1957 : Madame Sans-Gêne de Victorien Sardou, mise en scène Jean-Louis Barrault, Théâtre Sarah Bernhardt
- 1957 : Patate de Marcel Achard, mise en scène Pierre Dux, avec Simone Renant, Théâtre Saint-Georges
- 1958 : Lucy Crown d'Irwin Shaw, adaptation Jean-Pierre Aumont, mise en scène Pierre Dux, Théâtre de Paris
- 1960 : Une femme qui dit la vérité de et mise en scène André Roussin et Pierre Dux, Théâtre de la Madeleine
- 1960 : Les Glorieuses d'André Roussin, mise en scène de l'auteur, Théâtre royal du Parc, Théâtre de la Madeleine
- 1961 : Hélène ou la joie de vivre d'André Roussin et Madeleine Gray, d'après John Erskine, mise en scène Louis Ducreux, Théâtre de la Madeleine
- 1962 : Mon Faust de Paul Valéry, mise en scène Pierre Franck, Théâtre de l'Œuvre
- 1962 : L'École des autres d'André Roussin, mise en scène Pierre Dux, Théâtre de l'Œuvre
- 1962 : L'École des femmes de Molière, mise en scène Pierre Dux, Théâtre de l'Œuvre : Arnolphe
- 1963 : Le Misanthrope de Molière : Alceste, précédé de La Consommation de Marcel Aymé, mise en scène Pierre Dux, Théâtre de l'Œuvre
- 1963 : Dom Juan de Molière : Sganarelle, précédé de La 99e Femme de Marcel Achard, mise en scène Pierre Dux, Théâtre de l'Œuvre
- 1963 : L'École des femmes de Molière, mise en scène Pierre Dux, Théâtre des Célestins : Arnolphe
- 1964 : Le Deuxième Coup de feu de Robert Thomas, mise en scène Pierre Dux, Théâtre Edouard VII
- 1964 : Patate de Marcel Achard, mise en scène Pierre Dux, tournée
- 1965 : La Guerre civile d'Henry de Montherlant, mise en scène Pierre Dux, Théâtre de l'Œuvre
- 1965 : Le Mal de Test d'Ira Wallach, adaptation Albert Husson, mise en scène Pierre Dux, Comédie des Champs-Élysées
- 1965 : L'Ascension du Général Fitz de Peter Ustinov, mise en scène Pierre Dux, Théâtre des Ambassadeurs
- 1966 : Point H d'Yves Jamiaque, mise en scène Pierre Franck, Théâtre de l'Œuvre
- 1967 : Le Mal de Test d'Ira Wallach, mise en scène Pierre Dux, Théâtre des Célestins
- 1967 : L'Ascension du Général Fitz de Peter Ustinov, mise en scène Pierre Dux, Théâtre des Ambassadeurs
- 1967 : Fin de partie de Samuel Beckett, Limoges
- 1969 : Savonarole ou Le Plaisir de Dieu seul de Michel Suffran, mise en scène Jean-Pierre Laruy, Centre Théâtral du Limousin Limoges
- 1969 : Le Babour de Félicien Marceau, mise en scène André Barsacq, Théâtre de l'Atelier
- 1970 : Major Barbara de George Bernard Shaw, mise en scène Guy Rétoré, Théâtre de l'Est parisien
- 1979 : La Fraîcheur de l'aube d'Herb Gardner, mise en scène Raymond Rouleau, Théâtre de l'Athénée
- 1980 : Fin de partie de Samuel Beckett, mise en scène Guy Rétoré, Théâtre de l'Est parisien
- 1981 : L'Amante anglaise de Marguerite Duras, mise en scène Claude Régy, Théâtre Renaud-Barrault : nouvelle version
- 1981 : Le Chef de famille : Pierre-Antoine, réalisation Pierre Sabbagh, Théâtre Marigny
- 1982 : L'Amante anglaise de Marguerite Duras, mise en scène Claude Régy, Théâtre Renaud-Barrault
- 1982 : Fin de partie de Samuel Beckett, mise en scène Guy Rétoré, Théâtre Renaud-Barrault
- 1982 : Compagnie de Samuel Beckett, mise en scène Pierre Chabert, Théâtre Renaud-Barrault
- 1983 : Les affaires sont les affaires d'Octave Mirbeau, mise en scène Pierre Dux, Théâtre Renaud-Barrault
- 1984 : Compagnie de Samuel Beckett, mise en scène Pierre Chabert, Théâtre Renaud-Barrault
- 1985 : N'écoutez pas Mesdames de Sacha Guitry, mise en scène Pierre Mondy, Théâtre des Variétés
- 1986 : La Mienne s'appelait Régine de Pierre Rey, mise en scène Armand Delcampe, Théâtre de l'Œuvre
- 1986 : La Tempête de William Shakespeare, mise en scène Alfredo Arias, Festival d'Avignon, Théâtre de la Commune
- 1987 : Mon Faust de Paul Valéry, mise en scène Pierre Franck, Théâtre Renaud-Barrault
- 1988 : Les Chaises d'Eugène Ionesco, mise en scène Jean-Luc Boutté, Théâtre national de la Colline
- 1989 : L'Amante anglaise de Marguerite Duras, mise en scène Claude Régy, Théâtre Renaud-Barrault
- 1989 : Les Chaises d'Eugène Ionesco, mise en scène Jean-Luc Boutté, Théâtre des Treize Vents
- 1990 : Quelque part dans cette vie d'Israël Horovitz, mise en scène Jean-Loup Dabadie, Théâtre des Bouffes-Parisiens

### Metteur en scène
- 1938 : Cyrano de Bergerac d'Edmond Rostand, Comédie-Française
- 1938 : Ruy Blas de Victor Hugo, Comédie-Française
- 1941 : Hyménée d'Édouard Bourdet, Théâtre de la Michodière
- 1941 : Léopold le bien-aimé de Jean Sarment, Comédie-Française
- 1942 : Le Barbier de Séville de Beaumarchais, Comédie-Française
- 1942 : Colinette de Marcel Achard, Théâtre de l'Athénée
- 1942 : La Reine morte d'Henry de Montherlant, Comédie-Française
- 1943 : Fils de personne d'Henry de Montherlant, Théâtre Saint-Georges
- 1944 : Un incompris d'Henry de Montherlant, Théâtre Saint-Georges
- 1944 : Les Fiancés du Havre d'Armand Salacrou, Comédie-Française
- 1944 : L'Impromptu de Versailles, Molière, Comédie-Française
- 1945 : La Fugue de Caroline d’Alfred Adam, Théâtre Gramont
- 1946 : Le Secret d'Henry Bernstein, Théâtre des Ambassadeurs
- 1946 : Jeux d'esprits de Noel Coward, Théâtre de la Madeleine
- 1947 : Le Misanthrope de Molière, Comédie-Française
- 1949 : L'Homme de cendres d'André Obey, Comédie-Française au Théâtre de l'Odéon
- 1949-1952 : Théâtre de Paris
  - 1949 : Das Kapital de Curzio Malaparte
  - L'Immaculée de Philippe Hériat
  - 1950 : Il faut marier maman comédie musicale de Marc-Cab et Serge Veber, musique Guy Lafarge
  - 1951 : Les Vignes du Seigneur de Robert de Flers et Francis de Croisset
  - 1951 : Le Sabre de mon père de Roger Vitrac
  - 1951 : La Main de César d'André Roussin
  - 1951 : Guillaume le confident de Gabriel Arout
- 1951 : L'Île heureuse de Jean-Pierre Aumont, Théâtre Edouard VII
- 1952 : La Feuille de vigne de Jean Bernard-Luc, Théâtre de la Madeleine
- 1952 : Many d'Alfred Adam, Théâtre Gramont
- 1952 : Bateaux en Espagne d'Alfred Adam, Théâtre Gramont
- 1953 : Trésor de Roger Mac Dougal, Théâtre des Bouffes-Parisiens
- 1963 : Il faut qu'une porte soit ouverte ou fermée d'Alfred de Musset, Théâtre des Célestins
- 1954 : Mon ami Guillaume de Gabriel Arout et Jean Locher, Théâtre Michel
- 1954 : Souviens-toi mon amour d'André Birabeau, Théâtre Edouard VII
- 1955 : Quatuor de Noel Coward, adaptation Paul Géraldy, Théâtre des Capucines
- 1955 : Un monsieur qui attend d'Emlyn Williams, Comédie Caumartin
- 1957 : Patate de Marcel Achard, Théâtre Saint-Georges
- 1958 : Lucy Crown d'Irwin Shaw, adaptation Jean-Pierre Aumont, Théâtre de Paris
- 1958 : Les 3 Coups de minuit d'André Obey, Théâtre de l'Œuvre
- 1959 : Électre de Jean Giraudoux, Comédie-Française
- 1960 : Une femme qui dit la vérité d'André Roussin, Théâtre de la Madeleine
- 1960 : Les Glorieuses d'André Roussin, Théâtre de la Madeleine
- 1961 : Jean de la Lune de Marcel Achard, Théâtre des Célestins
- 1962 : L'École des autres d'André Roussin, Théâtre de l'Œuvre
- 1962 : L'École des femmes de Molière, Théâtre de l'Œuvre
- 1963 : Le Misanthrope de Molière, précédé de La Consommation de Marcel Aymé, Théâtre de l'Œuvre
- 1963 : Dom Juan de Molière, précédé de La 99e Femme de Marcel Achard, Théâtre de l'Œuvre
- 1964 : Le Deuxième Coup de feu de Robert Thomas, Théâtre Edouard VII
- 1964 : Patate de Marcel Achard, tournée
- 1965 : La Guerre civile d'Henry de Montherlant, Théâtre de l'Œuvre
- 1965 : Le Mal de Test d'Ira Wallach, Comédie des Champs-Élysées
- 1965 : L'Ascension du Général Fitz de Peter Ustinov, Théâtre des Ambassadeurs
- 1965 : Le Deuxième Coup de feu de Robert Thomas d'après Ladislas Fodor, Théâtre Édouard VII
- 1967 : Décibel de Julien Vartet, Théâtre de la Madeleine
- 1967 : L'Ascension du Général Fitz de Peter Ustinov, Théâtre des Ambassadeurs
- 1968 : Désiré de Sacha Guitry, Théâtre du Gymnase, Théâtre du Palais-Royal
- 1968 : Le Renard et la grenouille de Sacha Guitry, Théâtre du Gymnase, Théâtre du Palais-Royal
- 1970 : Au théâtre ce soir : Deux fois deux font cinq de Gabriel Arout, réalisation Pierre Sabbagh, Théâtre Marigny
- 1983 : L'Étiquette de Françoise Dorin, avec Jean Piat, Théâtre des Variétés
- 1983 : Les affaires sont les affaires d'Octave Mirbeau, Théâtre du Rond-Point
- 1984 : Les Temps difficiles d'Édouard Bourdet, Théâtre des Variétés

## Distinctions
- 1962 : Prix du Brigadier pour Mon Faust de Paul Valéry, Théâtre de l'Œuvre
- 1982, 1984 : Prix Plaisir du théâtre
- 1985 : Prix Saint-Simon, pour Vive le théâtre !
- 1989 : Grand Prix national du théâtre
- 1990 : Molière du comédien pour Quelque part dans cette vie d'Israël Horovitz